# Русановская (Коми)
Руса́новская (коми Рочсикт) — деревня в Корткеросском районе Республики Коми. Входит в сельское поселение Нившера.

## География
Деревня расположена на правом берегу реки Нившера, в 4 км на юг от центра сельского совета Нившера.

## История
По местному преданию, записанному исследователями М.Б. Рогачевым и Ю.П. Шабаевым, возникла во II пол. XVIII в.; первым поселенцем был русский переселенец Михайлов. 
1784 — упомянута в «Экономических примечаниях к Генеральному межеванию». 
1916 — из состава деревни выделена Ивановка (коми-зыр. Емель). 
19 октября 1976 — исключена из учетных данных. 
16 июня 1995 — зарегистрирована и включена в учетные данные постановлением Государственного Совета Республики Коми от 16 июня 1995 года № 1-3/15.

## Население
| 1834 | 1859  | 1863  | 2002 | 2010 | 2023 |
| ---- | ----- | ----- | ---- | ---- | ---- |
| 23   | 154 ↗ | 172 ↗ | 20 ↘ | 13   | 1    |